# Burislav
Burislav, Burisleif, Burysław (mort en 1008) est le nom d'un légendaire roi des Wendes dans les sagas scandinaves qui règnent sur le Wendland. Il serait le père de Gunhilda, Astrid et Geira. Il existe plusieurs hypothèses sur son identité. Selon la première, il s'agirait d'un prince slave portant ce nom. Selon la seconde, Burislav était le nom donné par les auteurs des sagas à tous les princes slaves. Enfin, selon une troisième, il s'agit de la combinaison de deux personnages historiques polonais : Mieszko Ier de Pologne et Boleslas Ier de Pologne.